# Чумовий корабель (роман Касслера)
«Чумовий корабель» (англ. Plague Ship) — науково-фантастичний роман-трилер американських письменників Клайва Касслера та Джека Дю Брула, п'ята книга в серії «Орегонські файли». У ній розповідається про низку насильницьких вірусних атак на круїзні кораблі екстремістами, які хочуть зробити половину населення планети стерилізованими. Група під назвою «Відповідальники», є тонко замаскованою обкладинкою для саєнтологів.

## Сюжет
Екіпаж «Орегону» щойно завершив надсекретну місію проти Ірану, щоб викрасти ракетну торпеду, яку незаконно продала їм Російська Федерація. Проте неочікувано вони натрапляють на круїзне судно, яке пливе у морі. Пасажири та екіпаж загинули від геморагічної гарячки, подібної до такої, яка відбувається при хворобі, яку спричинює вірус Ебола.
Коли капітан Хуан Кабрільо намагається з'ясувати, що сталося насправді, вибухи охоплюють довжину корабля. Навряд чи вдалося втекти живим та єдиною живою дівчиною з лайнера, Кабрільо опиняється зануреним у таємницю, настільки заплутану і небезпечну, в яку він коли-небудь поринав. Він буде протистояти культу з жахливими смертельними планами щодо людства — планами, які він, можливо, вже не зможе припинити.